# Propyria aequalis
Propyria aequalis är en fjärilsart som beskrevs av Walker 1884. Propyria aequalis ingår i släktet Propyria och familjen björnspinnare. Inga underarter finns listade i Catalogue of Life.